# Trådfisk
Trådfisk (Polydactylus approximans) är en fiskart som först beskrevs av Lay och Bennett, 1839.  Trådfisk ingår i släktet Polydactylus och familjen Polynemidae. IUCN kategoriserar arten globalt som livskraftig. Inga underarter finns listade i Catalogue of Life.